# آنا باولا كامبوس
آنا باولا كامبوس (بالبرتغالية: Ana Paula Campos‏) هي لاعبة كرة الريشة برازيلية، ولدت في 2 سبتمبر 1994 في كامبيناس في البرازيل.

## وصلات خارجية
- آنا باولا كامبوس على موقع BWF.tournamentsoftware.com (الإنجليزية)
- آنا باولا كامبوس على موقع BWFbadminton.com (الإنجليزية)